# Joscha Wullweber
Joscha Wullweber (* 1973) ist ein deutscher Politikwissenschafter und Politökonom und seit 2021 Heisenberg-Professor für Politics, Transformation and Sustainability an der Universität Witten/Herdecke. Außerdem ist er seit dem 1. November 2024 Mitglied des Wissenschaftlichen Beirats der Bundesregierung Globale Umweltveränderungen (WBGU).

## Leben
Wullweber studierte zunächst 1994 und 1995 Sozial- und Wirtschaftsgeschichte an der Universität Hamburg. Er wechselte in die Politikwissenschaft und beendete sein Studium im Jahr 2003. Im Anschluss absolvierte er ein Master-Studium in Global Political Economy an der University of Sussex. Danach erfolgte 2009 die Promotion an der Universität Kassel mit einer Arbeit zum Thema Hegemonie, Diskurs und Politische Ökonomie. Das Nanotechnologie-Projekt.
Nach verschiedenen Positionen war Wullweber ab 2011 Akademischer Rat an der Universität Kassel. 2018/2019 erfolgte seine Habilitation mit einer Arbeit über Zentralbanken, die 2021 mit dem Titel Zentralbankkapitalismus als Buch veröffentlicht wurde. Im Anschluss war er 2018/2019 Vertretungsprofessor an der Universität Wien.
Aktuell ist Wullweber außerdem Direktor des International Center for Sustainable and Just Transformation [tra:ce]. Zu seinen Forschungs- und Arbeitsgebieten gehören insbesondere Sustainable Finance und Transformationsfinanzierung, Zentralbankpolitik (Geldpolitik), Kredit- und Geldtheorien, das Schattenbankensystem, Finanzkrisen, nachhaltige und gerechte gesellschaftliche Transformation sowie Theorien und Methoden der Internationalen Politischen Ökonomie. Seine Forschungen beruhen u. a. auf Arbeiten von Perry Mehrling, Daniela Gabor, Geoffrey Ingham, John Maynard Keynes, Hyman Minsky, A. Mitchell Innes und Georg Friedrich Knapp. Inhaltlich schließt er dabei auch an poststrukturalistische Theorien an, wie sie von Michel Foucault und Ernesto Laclau entwickelt wurden.
Wullweber gehört dem Vorstand der Sektion Politische Ökonomie der Deutschen Vereinigung für Politikwissenschaft an.

## Veröffentlichungen (Auswahl)
- Central Bank Capitalism. Monetary Policy in Times of Crisis, Stanford University Press, Stanford 2024, ISBN 978-1503639621.
- zusammen mit Christoph Scherrer und Ana Garcia (Hrsg.): Handbook on Critical Political Economy and Public Policy, Edward Elgar, Cheltenham, 2023, ISBN 978 1 80037 377 8.
- Zentralbankkapitalismus, Suhrkamp, Berlin 2021, ISBN 978-3-518-12747-6.
- zusammen mit Helen Schwenken und Ulrich Brand (Hrsg.): Globalisierung analysieren, kritisieren und verändern. Das Projekt Kritische Wissenschaft. VSA, Hamburg 2016, ISBN 978-3-89965-724-1.
- gemeinsam mit Antonia Graf und Mari Behrens, Maria (Hrsg.): Theorien der Internationalen Politischen Ökonomie, Springer VS, Wiesbaden 2013, ISBN 978-3-658-02526-7.
- gemeinsam mit Iris Dudzek und Caren Kunze (Hrsg.): Diskurs und Hegemonie. Gesellschaftskritische Perspektiven, transcript, Bielefeld 2012, ISBN 978-3-8376-1928-7.
- Hegemonie, Diskurs und Politische Ökonomie. Das Nanotechnologie-Projekt, Nomos, Baden-Baden 2010, ISBN 978-3-8329-5180-1.
- Das Grüne Gold der Gene. Globale Konflikte und Biopiraterie, Westfälisches Dampfboot, Münster 2004, ISBN 978-3-89691-594-8.